# Plemyria peralbata
Plemyria peralbata är en fjärilsart som beskrevs av Otto Staudinger 1923. Plemyria peralbata ingår i släktet Plemyria och familjen mätare. Inga underarter finns listade i Catalogue of Life.